# Lowosero (See)
Der See Lowosero (russisch Ловозеро, Kildinsamisch: Луяввьр,  finnisch Luujärvi, Skoltsamisch: Luujäuʹrr, nordsamisch: Lujávri) liegt auf der Halbinsel Kola in der Oblast Murmansk (Russland). Seinen Abfluss nach Norden zur Barentssee bildet der Fluss Woronja. Die Fläche beträgt etwa 200 km², die durchschnittliche Tiefe 5,7 m, die maximale Tiefe 35 m. Jährliche Schwankungen des Wasserspiegels liegen unterhalb von 1 m.
Die durchschnittliche Verweildauer des Wassers im See beträgt 10 Monate.  
Der See ist stark gegliedert durch Halbinseln und Inseln. 
Der See liegt östlich der Lowosero-Tundra.
1970 wurden zwei Wasserkraftwerke an der Woronja bei Serebrjansk, etwa 100 km flussabwärts des Sees, gebaut. Der Damm am Wasserkraftwerk staut die Woronja zu einem Stausee auf, der denselben Wasserspiegel hat wie der Lowosero-See, so dass diese beiden Gewässer zu einem verschmolzen sind.